# Ash (banda)
Ash es una banda de rock de Irlanda del Norte formada en Downpatrick, Condado de Down, en 1992 por el vocalista y guitarrista Tim Wheeler, el bajista Mark Hamilton y el baterista Rick McMurray.  

## Historia
Fue formada en 1992 por Mark Hamilton (bajo) y Tim Wheller (vocal y guitarra). Después de descubrir su amor por la música y el rock, ambos comenzaron a tocar covers con sus guitarras, los cuales salían mal, según Tim. A principios de los '90, después de haber escuchado Twisted Sister e Iron Maiden, ellos formaron una banda de heavy metal, con un par de amigos del colegio, llamada Vietnam. Después de un par de conciertos, Tim y Mark buscaron a un baterista, hasta que encontraron a Rick McMurray, quien es dos años mayor. Dejando de lado el heavy metal y animados por el sonido de Nirvana, Mudhoney, y los Pixies, la banda empezó a escribir su propio material, bajo el nombre de Ash en 1992. Este nombre lo eligieron al azar en un diccionario.
Ese mismo año crearon tres maquetas, "Solar Happy" en junio, "Shed" en septiembre y "Home Demo" en septiembre. 
"Goldfinger" fue su primer lanzamiento en 1996. El debut de la banda llegó con 1977, año en que nacieron Wheeler y Hamilton, y el año en que se estrenó la película Star Wars. El álbum estaba compuesto por temas como "Lose control", y " I'd give you anything", y temas lentos como "Gone The Dream" y "Lost In You". El álbum llegó al Top de los charts en Gran Bretaña y los sencillos "Oh Yeah" y "Goldfinger" estuvieron dentro de la lista de los 10 más populares. En 1997 dieron un concierto en el London Astoria, y participaron en el Glastonbury Festival.
Tras lanzar “Twilight Of The Innocents”, en 2007, el grupo decidió no volver a sacar un disco de estudio, y sólo dar a conocer su música a través de sencillos esporádicos. A partir de septiembre de 2009 publicaron un sencillo cada 15 días. El proyecto, denominado A-Z series, comenzó por la letra A y recorrió el alfabeto a lo largo de 26 canciones publicadas en ediciones limitadas de sencillos en 7” así como en descargas digitales, que pudieron ser descargadas de su web oficial. Este proyecto finalizó en 2010. 
En septiembre de 2011 la guitarrista Charlotte Hatherley volvió a la banda para una serie de conciertos con motivo de la salida del álbum Best of Ash. En estos shows tocaron el disco Free All Angels en su totalidad y algunos temas pertenecientes al por aquellas épocas reciente Best of.
Después de declarar en 2007 que Ash ya no lanzaría álbumes, la banda lanzó el nuevo Kablammo! en mayo de 2015.  Fue precedido por el sencillo "Cocoon", y "Free" y "Machinery" se lanzaron como sencillos de seguimiento. En diciembre de 2016 se lanzó el álbum en vivo Live on Mars: London Astoria 1997. 
La banda lanza su séptimo álbum de estudio el 18 de mayo de 2018 titulado Islands.Este fue precedido por el sencillo "Buzzkill", con las voces de Damien O'Neill y Mickey Bradley de The Undertones. La banda lanzó un segundo sencillo, "Annabel", en abril de 2018, y un tercero, "Did Your Love Burn Out?", en mayo para coincidir con el lanzamiento del álbum.
El 14 de junio de 2023, se lanzó "Race the Night" como el primer sencillo de su próximo álbum del mismo nombre. El álbum fue lanzado en septiembre de 2023.

## Discografía
| Fecha                    | Sencillo                 | Álbum                     | UK  |
| ------------------------ | ------------------------ | ------------------------- | --- |
| 02/1994                  | "Jack Names the Planets" | Trailer                   | -   |
| 08/1994                  | "Petrol"                 | Trailer                   | 96  |
| 10/1994                  | "Uncle Pat"              | Trailer                   | 101 |
| 03/1995                  | "Kung Fu"                | 1977                      | 57  |
| 07/1995                  | "Girl From Mars"         | 1977                      | 11  |
| 10/1995                  | "Angel Interceptor"      | 1977                      | 14  |
| 04/1996                  | "Goldfinger"             | 1977                      | 5   |
| 06/1996                  | "Oh Yeah"                | 1977                      | 6   |
| 10/1997                  | "A Life Less Ordinary"   | —                         | 10  |
| 09/1998                  | "Jesus Says"             | Nu-Clear Sounds           | 15  |
| 11/1998                  | "Wildsurf"               | Nu-Clear Sounds           | 31  |
| 02/2001                  | "Shining Light"          | Free All Angels           | 8   |
| 04/2001                  | "Burn Baby Burn"         | Free All Angels           | 13  |
| 07/2001                  | "Sometimes"              | Free All Angels           | 21  |
| 10/2001                  | "Candy"                  | Free All Angels           | 20  |
| 12/2001                  | "There's a Star"         | Free All Angels           | 13  |
| 08/2002                  | "Envy"                   | Intergalactic Sonic 7″s   | 21  |
| 12/2002                  | "Jack Names the Planets" | Intergalactic Sonic 7″s   | 82  |
| 02/2004                  | "Clones"                 | Meltdown                  | b   |
| 05/2004                  | "Orpheus"                | Meltdown                  | 13  |
| 08/2004                  | "Starcrossed"            | Meltdown                  | 21  |
| 12/2004                  | "Renegade Cavalcade"     | Meltdown                  | 33  |
| 16 de abril de 2007      | "You Can't Have It All"  | Twilight of the Innocents | 16  |
| 18 de junio de 2007      | "Polaris"                | Twilight of the Innocents | 32  |
| 10 de septiembre de 2007 | "End of the World"       | Twilight of the Innocents | 62  |
| 2010                     | "True Love 1980"         | A-Z Series                | ?   |